# 班齐
班齐（義大利語：Banzi），是意大利波坦察省的一个市镇。总面积82平方公里，人口1456人，人口密度17.8人/平方公里（2009年）。ISTAT代码为076009。